# In・Fin・ity
『in・Fin・ity』（インフィニティ）は、大沢誉志幸4作目のアルバム。1985年5月2日、エピックレコードジャパンよりLPレコード、カセット、CDでリリース。。

## 解説
前作『CONFUSION』までの3作のアルバムは大村雅朗が編曲だったが、本作はPINKのホッピー神山が編曲を担当。サウンドとしては全体的にテンポの早いダンサブルな曲調で、大半の楽曲を大沢自身が作詞・作曲の双方を担当。銀色夏生も4作連続で作詞を提供している。

## リリース履歴
| No. | 日付          | レーベル                       | 規格         | 規格品番                     | 備考                                    |
| --- | ------------- | ------------------------------ | ------------ | ---------------------------- | --------------------------------------- |
| 1   | 1985年5月2日  | EPIC・ソニー                   | LP・CT       | 28･3H-160 (LP) KCA 1433 (CT) |                                         |
| 2   | 1985年5月2日  | EPIC・ソニー                   | CD           | 32･8H-32                     |                                         |
| 3   | 1993年10月1日 | EPIC・ソニー                   | CD           | ESCB 1461                    | 1993年デジタルリマスター仕様            |
| 4   | 2013年4月10日 | ソニー・ミュージックダイレクト | Blu-spec CD2 | MHCL 30025                   | 名盤復刻版 2013年デジタルリマスター仕様 |

## 収録曲

### LPレコード, CT
| 全編曲: ホッピー神山。 |                         |            |            |       |
| #                      | タイトル                | 作詞       | 作曲       | 時間  |
| 1.                     | 「彼女はfuture-rhythm」 | 大沢誉志幸 | 大沢誉志幸 | 4:06  |
| 2.                     | 「Lady Vanish」         | 銀色夏生   | 大沢誉志幸 | 4:44  |
| 3.                     | 「inFinity」            | 銀色夏生   | 大沢誉志幸 | 5:55  |
| 4.                     | 「盗まれた週末」        | 大沢誉志幸 | 大沢誉志幸 | 4:25  |
| 合計時間:              | 合計時間:               | 合計時間:  | 合計時間:  | 19:10 |

| 全編曲: ホッピー神山。 |                          |            |            |       |
| #                      | タイトル                 | 作詞       | 作曲       | 時間  |
| 1.                     | 「Love Study」           | 大沢誉志幸 | 大沢誉志幸 | 3:47  |
| 2.                     | 「レプリカ・モデル」     | 大沢誉志幸 | 大沢誉志幸 | 4:20  |
| 3.                     | 「最初の涙、最後の口吻」 | 大沢誉志幸 | 大沢誉志幸 | 4:42  |
| 4.                     | 「熱にうかされて」       | 大沢誉志幸 | 大沢誉志幸 | 4:13  |
| 5.                     | 「恋にjust can’t wait」  | 銀色夏生   | 大沢誉志幸 | 4:21  |
| 合計時間:              | 合計時間:                | 合計時間:  | 合計時間:  | 21:23 |

#### CD
| 全編曲: ホッピー神山。 |                          |            |            |       |
| #                      | タイトル                 | 作詞       | 作曲       | 時間  |
| 1.                     | 「彼女はfuture-rhythm」  | 大沢誉志幸 | 大沢誉志幸 | 4:06  |
| 2.                     | 「Lady Vanish」          | 銀色夏生   | 大沢誉志幸 | 4:44  |
| 3.                     | 「inFinity」             | 銀色夏生   | 大沢誉志幸 | 5:55  |
| 4.                     | 「盗まれた週末」         | 大沢誉志幸 | 大沢誉志幸 | 4:25  |
| 5.                     | 「Love Study」           | 大沢誉志幸 | 大沢誉志幸 | 3:47  |
| 6.                     | 「レプリカ・モデル」     | 大沢誉志幸 | 大沢誉志幸 | 4:20  |
| 7.                     | 「最初の涙、最後の口吻」 | 大沢誉志幸 | 大沢誉志幸 | 4:42  |
| 8.                     | 「熱にうかされて」       | 大沢誉志幸 | 大沢誉志幸 | 4:13  |
| 9.                     | 「恋にjust can’t wait」  | 銀色夏生   | 大沢誉志幸 | 4:21  |
| 合計時間:              | 合計時間:                | 合計時間:  | 合計時間:  | 40:33 |

### 楽曲解説
1. 彼女はfuture-rhythm
先行シングルとは若干異なるアルバム・バージョン。
次の曲とメロディーが連続している。
2. Lady Vanish
12インチ・シングル・バージョン（Special Mixed Blend）がアルバム『Frenzy2』に収録。
メロディーが前の曲から繋がっている為、前の曲の終わりが数秒聞こえる。
3. inFinity
4. 盗まれた週末
5. Love Study
サックスパートがスコット・ジョプリンの「ジ・エンターテイナー」のメロディーに似ている。
6. レプリカ・モデル
12インチ・シングル・バージョン（Special Mixed Blend）がアルバム『Frenzy2』に収録。
7. 最初の涙、最後の口吻
シングル「恋にJust Can’t Wait」のB面曲。
8. 熱にうかされて
シングル「彼女はfuture-rhythm」のB面曲。
9. 恋にjust can’t wait
本作発売後、7作目のシングルとしてリカット。

## 参考資料
- アルバム『in・Fin・ity』（EPICソニー、1985年）
- アルバム『Frenzy2』（EPICソニー、1985年）
- アルバム『TraXX －Yoshiyuki Ohsawa Single Collection』（ソニー・ミュージックダイレクト、2010年）